# Episodi di Sword Art Online: Alicization

Copertina del primo box DVD dell'edizione italiana

Eugeo e Kirito nella prima sigla di apertura

Questa è la lista degli episodi della terza stagione della serie anime Sword Art Online, intitolata Sword Art Online: Alicization (ソードアート・オンライン アリシゼーション?, Sōdo Āto Onrain Arishizēshon). Ispirata ai romanzi dal nono al diciottesimo della serie di light novel originale scritta da Reki Kawahara, intitolati rispettivamente Alicization Beginning e Alicization Lasting, è prodotta dallo studio d'animazione A-1 Pictures e diretta da Manabu Ono.
La serie ha fatto il proprio esordio sulle reti giapponesi il 6 ottobre 2018, con un episodio della durata di 48 minuti distribuito anche in anteprima il 15 settembre 2018 in Giappone, Stati Uniti, Australia, Francia, Germania, Russia e Corea del Sud. Verrà trasmessa per 4 cours, ognuna delle quali corrispondenti a tre mesi di trasmissione: le prime due hanno incluso 24 episodi più un riassuntivo, trasmessi dal 6 ottobre 2018 al 23 marzo 2019, mentre le rimanenti sono state trasmesse dal 12 ottobre 2019 con il titolo Sword Art Online: Alicization - War of Underworld (ソードアート・オンライン アリシゼーション War of Underworld?, Sōdo Āto Onrain Arishizēshon War of Underworld).
La distribuzione di una versione doppiata in inglese è stata annunciata da Aniplex of America e trasmessa nel blocco Toonami di Adult Swim a partire dal 9 febbraio 2019. La stagione è stata distribuita via streaming in simulcast coi sottotitoli su Crunchyroll per America, Regno Unito, Irlanda, Australia e Nuova Zelanda, Funimation per i paesi anglofoni con incluso in seguito un doppiaggio in inglese e su Hulu. Il decimo episodio della stagione è stato distribuito con alcune modifiche video sui suddetti portali streaming inglesi per via di scene ad alto livello di violenza e per la presenza di un tentato stupro.
L'anime è disponibile in simulcast coi sottotitoli in italiano sulla piattaforma VVVVID e Dynit ha pubblicato un'edizione home video doppiata in italiano dei primi 24 episodi in due box BD/DVD, pubblicati dal 24 luglio (originariamente era previsto per il 26 giugno) al 6 novembre 2019. L'edizione doppiata viene distribuita anche su VVVVID dall'8 ottobre 2019 con due episodi settimanali e su Prime Video dal novembre 2019. Sempre sulla piattaforma di Amazon vengono resi disponibili dal 20 ottobre 2019 settimanalmente gli episodi restanti doppiati in italiano in contemporanea alla trasmissione nipponica. War of Underworld è stato pubblicato anche esso in due box BD/DVD, dove il primo volume della raccolta è uscito il 22 luglio 2020 mentre il secondo il 28 aprile 2021.
Per i primi tredici episodi della stagione il brano "ADAMAS" eseguito da LiSA è stato utilizzato come tema di apertura, mentre a chiudere le puntate è stata la canzone "Iris" (アイリス?), eseguita da Eir Aoi. Per gli episodi dal quattordicesimo al ventiquattresimo i due brani sono stati sostituiti rispettivamente da "RESISTER" di ASCA e "forget-me-not" di ReoNa, tranne per l'episodio 19 in cui la sigla di chiusura è "Niji no Kanata ni" (虹の彼方に?) di ReoNa. Dal venticinquesimo episodio le sigle di apertura e chiusura sono, rispettivamente, "Resolution" di Haruka Tomatsu e "unlasting" di LiSA, e dal trentasettesimo "ANIMA" di ReoNa e "I will..." di Eir Aoi.

## Lista episodi

### Sword Art Online: Alicization
| Nº                                         | Titolo italiano Giapponese 「Kanji」 - Rōmaji | In onda          | In onda          |
| Nº                                         | Titolo italiano Giapponese 「Kanji」 - Rōmaji | Giapponese       | Italiano         |
| Part 1: Alicization Beginning (13 episodi) | |                  |                  |
| 1                                          | Underworld 「アンダーワールド」 - Andāwārudo | 6 ottobre 2018   | 8 ottobre 2019   |
| 1                                          | Kirito e il suo amico Eugeo hanno il compito di abbattere un gigantesco albero secolare, ogni giorno continuano il lavoro e Alice, la figlia del capo villaggio, porta loro il pranzo. Un giorno Kirito, Eugeo e Alice decidono di procurare del ghiaccio per conservare meglio il pranzo al sacco. In una caverna trovano una stanza interamente ricoperta di ghiaccio e, al centro, lo scheletro del drago bianco, ucciso a colpi di spada. Attorno allo scheletro i bambini trovano anche dei tesori, tra cui la Spada della Rosa Blu, ambita dall'eroe Bercouli. Tornando indietro, i bambini sbagliano strada ed assistono ad un combattimento nel Dark Territory. Alla fine del combattimento, Alice vuole avvicinarsi al cavaliere sconfitto ma inciampa e, anche se di poco, sfiora il territorio proibito dall'Indice dei Tabù. Il giorno dopo un Cavaliere d'integrità della Chiesa Assiomatica va al villaggio ad arrestare la bambina per portarla alla capitale e giustiziarla. Eugeo è paralizzato da una restrizione esterna notificata nel suo occhio destro, e nessuno ha il coraggio per ribellarsi al potere del Cavaliere, tranne Kirito che però viene bloccato. Il tutto si rivela una simulazione. Nel mondo reale, Shino invita Kazuto e Asuna alla prossima quinta edizione del Bullet of Bullets, in cui dovranno elaborare una strategia per sconfiggere Subtilizer, il vincitore della prima e quarta edizione. Kirito parla alle ragazze del suo nuovo lavoro: si occupa della Brain Machine Interface, un nuovo dispositivo FullDive sviluppato dalla Rath con la tecnologia Soul Translator. Questo nuovo strumento ha la possibilità di agire sulle Fluctlight, delle luci situate nei microtubuli del cervello, per estrarre informazioni o inserirne di nuove. Le informazioni aggiuntive, chiamate Mnemonic Visual Data, inducono l'immaginazione di un mondo virtuale, chiamato Underworld come nella favola di Alice nel paese delle meraviglie, per un periodo di tempo anche differente dal corrispettivo intervallo reale. Kazuto vuole trasferirsi in America, dove sa che continueranno le ricerche, ed Asuna verrà con lui. Durante il ritorno a casa la coppia viene assalita dall'ultimo membro dei Laughing Coffin, che inietta nel corpo di Kazuto una sostanza velenosa. |                  |                  |
| 2                                          | L'albero demoniaco 「悪魔の樹」 - Akuma no ki | 13 ottobre 2018  | 8 ottobre 2019   |
| 2                                          | Kirito riprende i sensi nel mondo virtuale di Underworld, dove incontra Eugeo cresciuto di sei anni, ma nessuno di loro si ricorda del passato trascorso insieme. Eugeo mostra al nuovo amico il suo Sacro Compito, cioè abbattere l'albero demoniaco che assorbe le risorse naturali, e lo porta come ospite al suo villaggio. Kirito si fa passare come uno Sperduto di Vector (una persona che ha perso i suoi ultimi ricordi) e passa la notte al convento dove vive Selka, la sorella minore di Alice. Kirito non può uscire da questo mondo ma è convinto che si tratti di un esperimento di Kikuoka, sia per l'esistenza delle sword skills, sia perché ogni oggetto e persona ha una propria "finestra di stacia", una finestra informatica in cui si possono controllare gli HP e le abilità. Perciò vuole recarsi alla città capitale per riuscire a contattare il mondo reale. |                  |                  |
| 3                                          | La catena montuosa al confine 「果ての山脈」 - Hate no sanmyaku | 20 ottobre 2018  | 15 ottobre 2019  |
| 3                                          | Kirito vorrebbe l'aiuto di Eugeo per andare alla capitale, ma prima dovrebbe sollevarlo dal suo Sacro Compito, cioè abbattere il Gigas Cedar. Eugeo propone di usare la Spada della Rosa Blu, ma è troppo difficile da brandire per entrambi. La sera, Kirito parla con Selka di sua sorella Alice, e le racconta di come è caduta nel territorio proibito. La mattina dopo Selka si reca alla catena montuosa al confine e viene catturata dai goblin. Kirito ed Eugeo la seguono ma vengono scoperti dai mostri; anche in questa occasione Eugeo è paralizzato di fronte al pericolo. |                  |                  |
| 4                                          | La partenza 「旅立ち」 - Tabidachi | 27 ottobre 2018  | 15 ottobre 2019  |
| 4                                          | Kirito ed Eugeo combattono contro i goblin; Kirito viene ferito e sente un dolore troppo eccessivo per un mondo virtuale. Il capo dei goblin taglia Eugeo all'addome, ma viene presto vendicato da Kirito, che mette in fuga i seguaci. Eugeo ricorda e fa ricordare a Kirito la promessa scambiata tra loro e Alice di rimanere sempre insieme. Selka viene liberata e salva la vita di Eugeo convogliando parte della forza vitale sua e di Kirito in lui. Durante il salvataggio Kirito viene chiamato dalla voce di Alice alla cima della Central Cathedral. Qualche giorno dopo Kirito insegna a Eugeo a combattere e ad usare la Spada della Rosa Blu, e dopo pochi giorni abbatte l'albero demoniaco. Come da tradizione, Eugeo ha diritto alla scelta di un nuovo Sacro Compito, e intraprende la strada dello spadaccino. Kirito e Eugeo lasciano il villaggio di Rulid per andare alla capitale. |                  |                  |
| 5                                          | Ocean Turtle 「オーシャン・タトル」 - Ōshan tatoru | 3 novembre 2018  | 22 ottobre 2019  |
| 5                                          | Si ritorna nel mondo reale: Kazuto è in coma a causa della siringa paralizzante usata dall'assassino e Kikuoka consiglia di trasferirlo in una clinica specializzata in città. Quando però Asuna e Suguha vanno a visitarlo vengono respinte e capiscono che Kazuto non è lì; grazie al dispositivo di tracciamento realizzato dallo stesso Kazuto, capiscono che è stato portato all'estero a bordo di un elicottero. Asuna sospetta che sia stato coinvolto in un esperimento della Rath, così contatta la ricercatrice Kojiro Rinko, sviluppatrice del Medicuboid invitata dalla Rath a collaborare alle ricerche del Soul Translator, chiedendole aiuto. Le due si recano nell'"Ocean Turtle", la piattaforma di ricerca in mezzo all'oceano. Asuna si traveste nell'assistente di Rinko per eludere la sorveglianza, e raggiunge assieme alla ricercatrice la sala principale. Kikuoka, il leader del progetto, presenta il secondo dei tre collaboratori, Higa Takeru. Asuna esce allo scoperto e spiega a Rinko che il terzo collaboratore segreto è Kazuto, e domanda a Kikuoka dove si trova. |                  |                  |
| 6                                          | Il progetto Alicization 「アリシアゼーション計画」 - Arishiazēshon keikaku | 10 novembre 2018 | 22 ottobre 2019  |
| 6                                          | Kikuoka tranquillizza Asuna, dicendole che Kazuto sta venendo curato dal Soul Translator nella loro sede, e nel frattempo partecipa attivamente al progetto scientifico della Rath. Kikuoka vuole creare un'intelligenza artificiale copiandone le fondamenta da un cervello umano con il STL. L'esperimento è cominciato con la trasposizione dell'anima di sedici esseri umani appena nati, così che non abbiano ricordi della loro vita nel mondo reale, e di crescerli in un ambiente adatto a loro, come il mondo virtuale di un VRMMO. Queste sedici Fluctlight artificiali si sono riprodotte velocemente (sapendo che il tempo per loro scorre più in fretta) e hanno dato vita ad una civiltà, ma fin troppo ligia per lo scopo di Kikuoka: il loro Indice dei Tabù vieta di uccidere, e nessuno l'ha mai violato. Giacché questo contrasta lo scopo di Kikuoka, quest'ultimo necessita di una Fluctlight artificiale che non rispetti quella legge, allora ha introdotto Kazuto nel sistema, dopo aver bloccato la sua memoria e averla riportata nel passato. Tuttavia hanno potuto osservare che una bambina, Alice, ha infranto la legge per la prima volta, ed il suo nome è anche l'acronimo in inglese del risultato che la Rath ambisce (Artificial Labile Intelligence Cybernated Existence). Il fine consiste nello studiare il comportamento di Alice e di far evolvere le altre Fluctlight al suo stesso pensiero: è stato chiamato progetto "Alicization". |                  |                  |
| 7                                          | La scuola di scherma 「剣の学び舎」 - Ken no manabiya | 17 novembre 2018 | 29 ottobre 2019  |
| 7                                          | Sono trascorsi due anni nel mondo virtuale, Kirito e Eugeo hanno vinto un torneo di spada e sono entrati nella guardia del paese di Zakkaria, e un anno dopo si sono stabiliti all'accademia di scherma della capitale Centoria. Tranne che nei giorni di riposo, si allenano duramente con Sortiliena Serlut per arrivare a superare gli insegnanti Gorgorosso Balto, di cui Eugeo è allievo, e Volo Levanteinn. Durante questi due anni Kirito ha compreso tutte le meccaniche di Underworld e capisce che la potenza in combattimento è data dall'immaginazione del combattente. Un giorno, il fabbro Sadore ultima la spada commissionata da Kirito realizzata con la punta che tagliò dall'albero demoniaco. Kirito la prova immediatamente, nonostante sia un giorno di riposo, e il nobile Levanteinn lo nota. Per punizione il ragazzo dovrà sfidarsi a duello con lui. |                  |                  |
| 8                                          | L'orgoglio di uno spadaccino 「剣士の矜持」 - Kenshi no kyōji | 24 novembre 2018 | 29 ottobre 2019  |
| 8                                          | Nello scontro tra Kirito e Levanteinn, il nobile usa subito una tecnica segreta potente, ma la spada di Kirito si allunga grazie alla sua immaginazione e riesce a graffiare l'avversario. L'incontro però viene fatto terminare da Azurika, che gode di massima autorità per essere stata la prima rappresentante di Norlangarth durante il torneo di unificazione dei quattro imperi di sette anni prima. Quella sera, i due primi seggi Raios Antinous e Humbert Zizek importunano Kirito e strappano i suoi fiori di Zephiria che aveva coltivato; una voce misteriosa lo aiuta a farli ricrescere. Liena si diploma come prima della classe, mentre Kirito ed Eugeo guadagnano il quinto e il sesto posto nell'esame per spadaccini anziani, e ricevono due ragazze attendenti: rispettivamente, Tiese Shtolienen e Ronye Arabel. |                  |                  |
| 9                                          | I doveri dei nobili 「貴族の責務」 - Kizoku no sekimu | 1º dicembre 2018 | 5 novembre 2019  |
| 9                                          | Raios propone a Eugeo un insegnamento di una tecnica avanzata per poterlo umiliare. Eugeo è tentato di rifiutare secondo le avvertenze di Kirito, ma vuole sperimentare la potenza della loro arroganza, perciò sfida Humbert a duello. Eugeo sta per battere Humbert, che sta usando la tecnica High Norkia, ma Raios interrompe il duello dichiarando un pareggio. Quattro giorni dopo Kirito e Eugeo vengono a sapere che Frenika Szeski, una ragazza del dormitorio di Tiese e Ronye, viene maltrattata dal suo mentore Humbert come vendetta del pareggio con Eugeo, e decidono di andare a parlargli. Purtroppo i comportamenti attuati dal secondo seggio non violano l'Indice dei Tabù (pur essendo moralmente scorretti) e i due ragazzi non possono agire in favore di Frenika. Tiese implora Eugeo di vincere il torneo di unificazione dei regni, già obiettivo del giovane per diventare Cavaliere d'Integrità e reincontrare Alice, ma non riesce ad esprimere il suo più profondo desiderio. |                  |                  |
| 10                                         | L'Indice dei Tabù 「禁忌目録」 - Kinki mokuroku | 8 dicembre 2018  | 5 novembre 2019  |
| 10                                         | Kirito è preoccupato per Tiese e Ronye e si mette alla loro ricerca. Nel contempo Frenika si presenta a Eugeo e lo avverte che le sue amiche si sono recate dai due seggi per difenderla. Eugeo corre a proteggerle e le trova legate su un letto solo per essersi scontrate con Raios e Humbert, di rango superiore al loro. I due nobili intendono abusare delle ragazze e Eugeo è pronto ad infrangere i Tabù pur di liberarle. Anche stavolta, come durante l'arresto di Alice, la restrizione del suo occhio destro gli impedisce i movimenti, ma Eugeo riesce a spezzarla (e con essa anche il suo occhio). Il giovane spadaccino taglia un braccio a Humbert, che cerca di fermare l'emorragia con un laccio. Raios si rivolta contro Eugeo, rimasto inerme, ma sopraggiunge Kirito a difenderlo. Kirito amputa entrambe le braccia a Raios, il quale non sa decidere se salvarsi la vita o morire ubbidendo all'Indice dei Tabù e, in conseguenza di ciò, fa andare in bug la sua Fluctlight. Humbert rimane scioccato e fugge via, permettendo agli eroi di soccorrere le ragazze. Kirito e Eugeo devono essere trasferiti alla prigione della Central Cathedral, ma prima che partano Azurika cura l'occhio di Eugeo e dà loro la sua benedizione. I due spadaccini incontrano inaspettatamente Alice nelle vesti di Cavaliere d'Integrità Synthesis Thirty. |                  |                  |
| 11                                         | Central Cathedral 「セントラル・カセドラル」 - Sentoraru Kasedoraru | 15 dicembre 2018 | 12 novembre 2019 |
| 11                                         | Alice, in qualità di Cavaliere d'Integrità, ha il compito di scortare in prigione i due criminali. La ragazza non ricorda Eugeo, che invece è sicuro che si tratti di lei, e lo colpisce per essersi avvicinato a lei senza permesso. Kirito e Eugeo vengono imprigionati nella Central Cathedral, e in un certo modo sono contenti di essere giunti alla loro meta. Eugeo teme che i ricordi di Alice, come quelli di tutti i Cavalieri d'Integrità, siano stati alterati dalla Chiesa Assiomatica, e vuole trovare il modo di farle ricordare la sua infanzia. I due ragazzi riescono a fuggire dalla cella usando le loro stesse catene e si dirigono in cima alla torre, come li aveva guidati la voce che Kirito sentì due anni prima. A fermare la loro fuga c'è il Cavaliere d'Integrità Eldrie Synthesis Thirty-one che, su ordine di Alice, era rimasto ad attendere la loro evasione. Nella Ocean Turtle, Asuna fa la conoscenza di Ichiemom, il primo esemplare di Electroactive Muscled Operative Machine, un robot costruito al fine di ospitare un'intelligenza artificiale nel mondo reale. Higa, il creatore, le parla anche di un prototipo più sofisticato, Niemom, che però non è ancora in grado di eseguire i movimenti più elementari. |                  |                  |
| 12                                         | Il saggio della biblioteca 「図書室の賢者」 - Toshoshitsu no kenja | 22 dicembre 2018 | 12 novembre 2019 |
| 12                                         | Kirito e Eugeo durante la lotta con il cavaliere d'Integrità Eldrie Synthesis Thirty-one vengono feriti, ma, al suddetto cavaliere stanno per venir desigillati i ricordi, dopo aver sentito il suo cognome e altri fatti inerenti alla sua vita. Malgrado ciò, arriva un altro cavaliere a cavallo di un drago che intima con le frecce a Kirito e Eugeo di non, a detta sua, condurre verso la perdizione il compagno. Vengono però salvati da Cardinal, che li accoglie tramite una backdoor. Kirito e il suo compagno vengono condotti nella biblioteca della Central Chatedral dove dimora Cardinal. La ragazza spiega a Kirito, dopo aver allontanato Eugeo, dell'esistenza di Administrator, dell'imposizione della Chiesa Assiomatica sull'Underworld e della scoperta delle "System Call", ovvero quelle che vengono chiamate "Arti Divine". Cardinal spiega a Kirito di come Quinella, ovverosia Administrator, abbia studiato le Arti Divine e perché abbia creato l'Indice dei Tabù, nate per impedire a chiunque di raggiungere un livello elevato di System Control Authority, il valore che dà autorità verso il sistema. Questo valore viene aumentato tramite la caccia agli animali o gli omicidi. Quinella usa i poteri ottenuti dagli omicidi per creare un impero ma quando si accorge di star morendo di vecchiaia blocca la degenerazione del suo livello vitale (gli HP infatti scendono con il passare degli anni) e riprese il suo aspetto giovanile. Lei voleva anche sottrarre il livello di System Control Authory a Cardinal, ma fece il contrario e impresse nella sua fluctlight una condotta impossibile da sovrascrivere che impediva di diminuire il livello di System Control Authority a Cardinal. |                  |                  |
| 13                                         | L'amministratrice e la mediatrice 「支配者と調停者」 - Shihaisha to chōteisha | 5 gennaio 2019   | 19 novembre 2019 |
| 13                                         | Kirito scopre che la voce che lo ha aiutato negli ultimi due anni era di un ragno microscopico inviato da Cardinal per aiutarli. Quest'ultima racconta a Kirito che i suoi ricordi sono stati sovrascritti da Quinella, che non poteva più conservarli in sé, usando il metodo Synthesize (lo stesso usato per la cancellazione dei ricordi dei Cavalieri d'Integrità). Da quel momento Cardinal ha ricevuto gli stessi privilegi di Administrator, ed è diventata il processo secondario del Cardinal System: quello che ha il compito di mantenere e correggere gli errori del processo principale, ovvero Administrator. Quinella ha tentato di uccidere Cardinal subito dopo essersi accorta dell'errore, ma lei si è riparata nella grande biblioteca, un luogo digitalmente scollegato dal resto del mondo virtuale, ed ha atteso per più di 200 anni qualcuno capace di aiutarla. Cardinal, per programmazione del sotto processo, deve riparare gli errori commessi da Quinella, ed ha concluso che l'unico modo per farlo è annullare Underworld, e chiede a Kirito di aiutarla. Kirito accetta la missione, ma non rinuncia a trovare un modo più ottimista per salvare il mondo e i suoi abitanti. Infine, la guardiana chiede a Kirito di farle provare la sensazione di un abbraccio. Kirito e Cardinal si ricongiungono con Eugeo e nascondono il loro accordo, spiegandogli solamente la missione che dovrà svolgere con Kirito: liberare i Cavalieri d'Integrità dall'imposizione del Piety Module, un prisma che blocca i loro ricordi originali, e farli tornare come prima. Per farlo dovranno rievocare le loro vecchie memorie, ma anche usare un frammento di ricordo importante della loro vita, che Administrator tiene con molta probabilità nelle sue stanze, agli ultimi piani della Central Cathedral. Eugeo non vuole combattere contro Alice, nel caso dovesse incontrarla, perciò Cardinal presta agli spadaccini due pugnali che le permetteranno di addormentare a distanza chi verrà colpito. Kirito e Eugeo lasciano la biblioteca per andare verso l'archivio dei frammenti di memoria dei Cavalieri d'Integrità. |                  |                  |
| Part 2: Alicization Rising (7 episodi)     | |                  |                  |
| 14                                         | Il cavaliere cremisi 「紅蓮の騎士」 - Guren no kishi | 12 gennaio 2019  | 19 novembre 2019 |
| 14                                         | Kirito e Eugeo si trovano a combattere contro un cavaliere dall'armatura cremisi e riescono a sconfiggerlo con delle tecniche che quest'ultimo non conosceva. Quando si arrende, si presenta come Deusolbert Synthesis Seven, lo stesso nome del Cavaliere d'Integrità che arrestò Alice otto anni prima. Deusolbert preferisce essere ucciso da loro invece di subire la punizione di Administrator; Eugeo vorrebbe vendicarsi ma Kirito lo ferma: il cavaliere infatti non ricorda più di aver arrestato Alice. Kirito deduce che, oltre ai ricordi dei nuovi Cavalieri, la Chiesa Assiomatica rimuove la memoria anche a coloro che hanno contribuito a reclutarli, e così dev'essere successo anche a Deusolbert. Quest'ultimo li mette in guardia dai suoi colleghi del 50º piano, che li stanno aspettando e li attaccheranno in massa. Mentre Kirito e Eugeo preparano una strategia scoprono due ragazzine che li spiano. |                  |                  |
| 15                                         | Il cavaliere del sole abbagliante 「烈日の騎士」 - Retsujitsu no kishi | 19 gennaio 2019  | 26 novembre 2019 |
| 15                                         | Le due ragazzine si presentano come Linel e Fizel, sorelle novizie incuriositesi per l'arrivo degli intrusi e uscite dalle loro stanze trasgredendo gli ordini di Administrator. Dopo aver pugnalato a tradimento Kirito e Eugeo con lame cosparse di veleno paralizzante, le due svelano la loro vera identità di cavalieri d'Integrità: Linel Synthesis Twenty-Eight e Fizel Synthesis Twenty-Nine. Entrambe provengono da un passato di esperimenti di resurrezione di Administrator, cui solo loro sono sopravvissute ricevendo in premio il titolo di Integratori in via del tutto eccezionale. Kirito e Eugeo vengono dunque portati al 50º piano al cospetto dei cinque cavalieri che li attendono. Kirito però, avendo diffidato delle ragazzine, aveva preso contromisure per ridurre la durata della paralisi. Ferite a sorpresa Nel e Zel con il loro stesso veleno paralizzante, Kirito affronta i nemici da solo, tra cui il cavaliere Fanatio Synthesis Two. Fanatio si rivela una donna ma questo non rallenta Kirito che si scontra nel pieno delle sue forze. Ripresosi nel frattempo anche Eugeo, i due sconfiggono i sottoposti di Fanatio e si lanciano in un ultimo attacco contro l'avversario. |                  |                  |
| 16                                         | Il cavaliere dell'osmanto dorato 「金木犀の騎士」 - Kinmokusei no kishi | 26 gennaio 2019  | 26 novembre 2019 |
| 16                                         | Kirito, rinvenuto grazie a Eugeo, non ha abbastanza forza per curare Fanatio e decide di affidarla a Cardinal usando il suo pugnale. I due spadaccini raggiungono l'ottantesimo piano, grazie ad una ragazza che lavora come elevatrice, e trovano Alice seduta al centro di un luminoso giardino. Alice mostra ai suoi avversari che l'albero di osmanto dorato nel giardino è in realtà la sua spada, forgiata da un albero ancora più antico, e si prepara a combattere. Kirito sfida il Cavaliere in un duello, dando a Eugeo la possibilità di attaccarla alle spalle con il pugnale. Eugeo ghiaccia entrambi con la sua spada in un brutto momento per Kirito, ma Alice riesce a liberarsi. Kirito attacca di nuovo la spada di Alice, e la potenza del colpo li fa cadere all'esterno della torre. |                  |                  |
| 17                                         | Un patto d'armistizio 「休戦協定」 - Kyūsen kyōtei | 2 febbraio 2019  | 3 dicembre 2019  |
| 17                                         | Alice e Kirito si sono salvati infilzando le loro spade nel muro della Central Cathedral, e lo spadaccino riesce a convincere il Cavaliere a farsi aiutare per salvarsi la vita, stipulando un patto di armistizio. Kirito inventa un modo per scalare la parete e trascina verso l'alto anche Alice con una catena. Nei pressi dell'85º piano Alice e Kirito trovano una rientranza della parete su cui riposare, ma delle statue spaventose prendono vita e li attaccano. Alice le riconosce come Minion, dei mostri provenienti dal Dark Territory, e con Kirito riesce a sconfiggerli. L'esistenza di mostri intorno alla Central Chatedral sconcerta Alice, mettendola in dubbio sulla figura di Quinella. Eugeo intanto continua a salire da solo e raggiunge il 90º piano, dove trova un Cavaliere d'Integrità in una enorme stanza da bagno. |                  |                  |
| 18                                         | L'eroe leggendario 「伝説の英雄」 - Densetsu no eiyū | 9 febbraio 2019  | 3 dicembre 2019  |
| 18                                         | Il Cavaliere d'Integrità si presenta come Bercouli Synthesis One, leader dell'ordine, e inizia subito un duello con Eugeo mostrandogli l'abilità della sua spada Spezza-tempo, in grado di anteporre l'effetto del danno all'immediato futuro per ingannare l'avversario. Eugeo ne subisce un forte colpo ma capisce subito come sferrare un attacco decisivo: con un'abile mossa intrappola se stesso e Bercouli ghiacciando l'acqua della vasca e fa germogliare le rose blu della sua spada che, nel farlo, assorbono l'energia vitale dei due sfidanti. Il giovane spadaccino racconta al cavaliere che al villaggio di Rulid è molto nota la leggenda di Bercouli, ma lui non riesce a ricordare niente delle sue origini. Nel mezzo della discussione si intromette Chudelkin, un giullare al servizio di Administrator che accusa Bercouli di tradimento per non aver combattuto al massimo delle sue forze, e lo iberna seduta stante. Kirito e Alice consumano un pasto di fortuna e Alice decide di ascoltare la storia del suo passato che Kirito vuole raccontarle. |                  |                  |
| 18.5                                       | Recollection 「リコレクション」 - Rikorekushon | 16 febbraio 2019 | -                |
| 18.5                                       | Episodio riassuntivo. |                  |                  |
| 19                                         | Il sigillo nell'occhio destro 「右目の封印」 - Migime no fūin | 23 febbraio 2019 | 10 dicembre 2019 |
| 19                                         | Kirito racconta ad Alice il suo passato, che si convince della verità e chiede allo spadaccino di mostrarle il villaggio di Rulid e sua sorella Selka prima di farla tornare come prima. In più, Alice smette fermamente di credere nella Chiesa Assiomatica e rompe il suo sigillo dell'occhio destro. Eugeo si risveglia dopo un incubo all'ultimo piano della Central Cathedral dove si trova Administrator, che lo mette in difficoltà emotiva. Administrator ha così modo di sedurre Eugeo e convertirlo in Cavaliere d'Integrità. |                  |                  |
| 20                                         | Synthesize 「シンセサイズ」 - Shinsesaizu | 2 marzo 2019     | 10 dicembre 2019 |
| 20                                         | Kirito benda l'occhio di Alice e la porta in cima alla torre sulle sue spalle. Qui incontrano Bercouli che racconta loro l'accaduto con Eugeo e il decano. Alice è addolorata per lo stato in cui si trova il cavaliere, che lei chiama "zio". Kirito recupera la spada della rosa blu e si prepara assieme ad Alice a scontrarsi con Chudelkin, ma quest'ultimo riesce a scappare dopo aver offeso Alice, parlandole della sofferenza che la ragazzina provò anni prima mentre perdeva la memoria. Prima di salire al centesimo piano, davanti ai due combattenti si presenta Eugeo in veste di Cavaliere d'Integrità, che ha perso tutti i suoi ricordi ed è intenzionato a combattere per volontà di Quinella. Alice deduce che ha pure imparato ad usare l'Incarnazione, una tecnica che permette di sovrascrivere il sistema con la propria volontà e immaginazione, e mette in guardia Kirito, che vuole essere il primo ad affrontarlo. |                  |                  |
| Part 3: Alicization Uniting (4 episodi)    | |                  |                  |
| 21                                         | Il trentaduesimo cavaliere 「三十二番目の騎士」 - Sanjūnibanme no kishi | 9 marzo 2019     | 17 dicembre 2019 |
| 21                                         | Alice è sorpresa dalle abilità di Eugeo, molto alte per essere un cavaliere appena trasformato. Quando Kirito cerca di fargli ricordare il suo passato, Eugeo ritorna in sé ma senza darlo a vedere, e congela Kirito e Alice. Quando torna da Administrator, quest'ultima ammette di aver compiuto un rituale frettoloso e incompleto, perciò rimuove il sigillo al fine di piazzarne un altro più solido. Proprio in quell'istante Eugeo riacquista la capacità motoria per ribellarsi, e lo raggiungono anche Alice e Kirito, che si sono scongelati per via dell'attacco di Eugeo volutamente debole. Quinella incarica Chudelkin di occuparsi di loro in cambio di una lauta ricompensa, e lui evoca un grande demone di fuoco. |                  |                  |
| 22                                         | Il gigante di spade 「剣の巨人」 - Ken no kyojin | 16 marzo 2019    | 17 dicembre 2019 |
| 22                                         | Alice tiene impegnato il demone di fuoco mentre i suoi compagni tenteranno di colpire Chudelkin, ma la battaglia si conclude prima del previsto grazie a Kirito che usa per la prima volta l'Incarnazione trasformandosi nello "Spadaccino Nero" di Aincrad e potenziando la Sword Skill Vorpal Strike per aumentarne la gittata e la potenza, rivelando così di provenire dal mondo esterno. Kirito cerca di convincere Administrator a rinunciare alla distruzione del mondo, altrimenti verrebbe resettata anche lei dalla Rath perché considerata un esperimento fallito, ma lei non lo sta a sentire. Quinella presenta ai tre la sua nuova arma che combatte senz'anima, ottenuta con la tecnica di dominio completo di trenta spade: lo Sword Golem. Questo mostro colpisce al petto Alice e Kirito e, mentre Charlotte si sacrifica combattendo con il nemico all'improvviso, Eugeo ha la possibilità di aprire una backdoor della biblioteca usando il secondo pugnale magico. Appena in tempo arriva Cardinal, che cura i due feriti e porge l'ultimo saluto alla sua compagna Charlotte. |                  |                  |
| 23                                         | Administrator 「アドミニストレータ」 - Adominisutorēta | 23 marzo 2019    | 24 dicembre 2019 |
| 23                                         | Quinella rivela che l'automa di spade è composto da 300 persone trasformate in spade, e per farle muovere sfrutta i cristalli dei loro ricordi incastonati sul soffitto della sala. Lyserith, vero nome di Cardinal, capisce di dover scambiare la sua vita per l'incolumità dei suoi amici, e con le ultime energie che le restano trasforma Eugeo in spada. Questa spada attacca Administrator e riesce a tagliarle il braccio destro, ma anche la spada si rompe, e Eugeo resta tagliato in due all'altezza della vita. Administrator attacca anche Kirito, che smette di ragionare, ma quando Alice lo difende, Kirito dimostra di essere ancora in grado di combattere. |                  |                  |
| 24                                         | Il mio eroe 「ぼくの英雄」 - Boku no eiyū | 30 marzo 2019    | 24 dicembre 2019 |
| 24                                         | La battaglia continua tra Administrator e Kirito che si ritrasforma nuovamente nello "Spadaccino Nero" usando l'immaginazione per darsi forza (Incarnazione). Eugeo trasforma temporaneamente quello che rimane della sua spada della rosa blu in una nuova spada rossa (Spada della Rosa Rossa) da prestare a Kirito. Quest'ultimo, grazie alle due spade toglie un altro braccio a Quinella (ma riceve la stessa ferita) e le infligge il colpo di grazia. Prima di sparire, Quinella tenta di abbandonare Underworld ma Chudelkin la ferma involontariamente, ed entrambi scompaiono nel nulla. Eugeo rievoca i ricordi dell'infanzia passata insieme e prima di morire suggerisce un nome per la spada nera di Kirito: "spada del cielo notturno". A questo punto Kazuto approfitta della console istanziata da Administrator per comunicare con il mondo esterno e scopre che la Ocean Turtle è sotto attacco. Kikuoka gli dice di portare Alice nel World's End Altar, ma prima che finisca la comunicazione i criminali tagliano i cavi elettrici necessari al mantenimento della Fluctlight di Kazuto. |                  |                  |

### Sword Art Online: Alicization - War of Underworld
| Nº                                        | Titolo italiano Giapponese 「Kanji」 - Rōmaji | In onda           | In onda           |
| Nº                                        | Titolo italiano Giapponese 「Kanji」 - Rōmaji | Giapponese        | Italiano          |
| 24.5                                      | Reflection 「リフレクション」 - Rifurekushon | 5 ottobre 2019    | 12 ottobre 2019   |
| 24.5                                      | Episodio riassuntivo delle prime tre parti focalizzato sull'arrivo di Asuna alla Rath e sul combattimento di Kirito, Eugeo, Alice e Cardinal contro Administrator. |                   |                   |
| Part 4: Alicization Invading (5 episodi)  | |                   |                   |
| 25                                        | Nelle terre del nord 「北の地にて」 - Kita no ji nite | 12 ottobre 2019   | 19 ottobre 2019   |
| 25                                        | A seguito dell'attacco all'impianto elettrico dell'Ocean Turtle, l'STL a cui Kazuto è collegato subisce un sovraccarico e la sua Fluctlight viene danneggiata. Kirito, nella realtà virtuale, entra in uno stato catatonico, incapace di muoversi e di parlare, e Alice, per proteggerlo dalla rabbia degli abitanti della capitale, si ricongiunge a Selka e va a vivere nei pressi del villaggio di Rulid. Nel villaggio, Alice non è ancora ben voluta per il peccato che commise anni addietro, ma gli abitanti le chiedono regolarmente di aiutarli a tagliare gli alberi in cambio di miseri compensi. Il Cavaliere d'Integrità Eldrie, vecchio allievo di Alice, la ritrova per caso e la implora di tornare nell'esercito dei cavalieri, ma la ragazza risponde di no. Il vero motivo del viaggio di Eldrie era quello di portare avanti la missione di sbarramento delle caverne per bloccare i goblin. Quello che Alice e gli altri cavalieri temevano si è verificato proprio quella notte: un assedio del Dark Territory. |                   |                   |
| 26                                        | L'assalto 「襲撃」 - Shuugeki | 19 ottobre 2019   | 26 ottobre 2019   |
| 26                                        | Alice si precipita al villaggio e ordina agli abitanti di non rifugiarsi al centro come ha detto Jink, il capo delle guardie, ma di fuggire dal villaggio; per farlo, però, dovrà rivelare a tutti di essere un Cavaliere d'Integrità. Dopo aver messo in fuga i goblin con una minaccia, gli abitanti tornano al villaggio e Alice si reca al "Grande Cancello a Est" con Kirito. I tecnici della Ocean Turtle dopo l'assalto si sono rifugiati in una sala di riserva (sub control Room) e si rendono conto che gli assalitori conoscono il progetto Alicization e il loro scopo è quello di prendere la fluctlight di Alice. Higa spiega che mentre Kirito stava rimproverando e sminuendo se stesso per l'esito disastroso della battaglia, il sovraccarico di corrente ha accresciuto i suoi pensieri, che si sono applicati alla sua stessa fluctlight, riducendolo in quello stato. In altre parole una fortissima Incarnazione negativa contro se stesso che ha reso realtà i suoi impulsi autodistruttivi. Dato che non si può prelevare dall'esterno, Kirito è l'unico che può recuperare la fluctlight di Alice da Underworld. |                   |                   |
| 27                                        | La fase finale dell'esperimento 「最終負荷実験」 - Saishū fuka jikken | 26 ottobre 2019   | 2 novembre 2019   |
| 27                                        | Il capo degli assalitori si chiama Gabriel Miller e lavora alla Glowgen Defense System e ha ricevuto l'incarico di impossessarsi della tecnologia Soul Translator dalla NSA, per prevenire uno sbilancio delle potenze militari a sfavore degli Stati Uniti. I nemici, giunti alla Ocean Turtle, devono cercare di recuperare Alice, e lo fanno accedendo ad Underworld con due account che trovano disponibili, il primo è "Dark Knight", di livello 70, usato da Vassago, il secondo è il super account "Emperor Vector" che, nella mitologia dell'Underworld insieme alle tre dee creatrici, è il Dio dell'oscurità con un livello sconosciuto, per il capo Miller. Anche Asuna vuole accedere ad Underworld per far tornare Kirito alla normalità e difendere lui ed Alice da un imminente attacco del Dark Territory. |                   |                   |
| 28                                        | Il Dark Territory 「ダークテリトリー」 - Dāku Teritorī | 2 novembre 2019   | 9 novembre 2019   |
| 28                                        | Viene rivelato il passato di Miller: quando era ancora bambino uccise la sua amica d'infanzia Alicia con freddezza e distacco. Poco dopo ebbe un'allucinazione nella quale vide l'anima della bambina lasciare la sua mente. Nei panni di Vector, l'imperatore del regno delle tenebre, ordina ai popoli oscuri di ricominciare la guerra contro gli umani, in modo da poter recuperare Alice. Viksur, un generale del Dark Territory, dopo aver saputo dalla sua futura moglie Lipia del decesso di Quinella, ha sperato di poter stringere un accordo di pace con Bercouli, ma ora questo desiderio non si potrà più realizzare. Lipia, nel tentativo di uccidere Vector, viene assassinata da Gabriel. Nel farlo Miller rivedrà la stessa scena vissuta con Alicia vedendo l'anima della donna. Questo avviene perché l'STL legge i ricordi di Gabriel, che all'uomo erano tornati in mente in quel momento, e riscrive momentaneamente la realtà riproducendo lo stesso fenomeno. Miller aveva sempre tentato di rivivere quella sensazione ma non ci era mai riuscito con nessun'altra vittima, cosa che lo convince a cambiare lo scopo della missione dal consegnare Alice a ucciderla per provare con lei lo stesso piacere. Dato che il Dark Territory non ha l'"Indice dei Tabù" ma vige la legge del più forte, per fare in modo che nessun altro si ribelli Vector espone pubblicamente la testa di Lipia, cosa che fa infuriare Viksur che tenterà di ucciderlo con un potente tornado (frutto della sua Incarnazione) ma verrà assorbito dall'anima vuota di Gabriel. |                   |                   |
| 29                                        | La vigilia della guerra 「開戦前夜」 - Kaisen zenya | 9 novembre 2019   | 16 novembre 2019  |
| 29                                        | Alice arriva al "Grande Cancello a Est" e dopo un impulsivo dibattito con Eldrie, Bercouli le consente di tenere con sé Kirito, mettendolo alla prova con una lama incarnata. Poco prima dell'inizio della guerra Alice incontra Tiese e Ronye, le allieve di Kirito e di Eugeo all'accademia. Le due vorrebbero sapere dove si trovano i maestri e il cavaliere è costretto a informarle della morte di Eugeo e dello stato di Kirito. Le due sono sconvolte ma promettono che si prenderanno cura di Kirito durante la battaglia. Anche Fanatio chiede in seguito di Kirito, che desiderava ringraziarlo per aver combattuto con lei al massimo della sua potenza, senza limitarsi perché era contro una donna. Dopo quel combattimento infatti Fanatio non fa più niente per travestirsi da uomo e si accetta per quello che è. Per gli umani la guerra sarà molto dura perché le forze nemiche sono 17 volte più numerose, ma la strategia di Fanatio benché sia molto rischiosa dà qualche speranza. |                   |                   |
| Part 5: Alicization Exploding (5 episodi) | |                   |                   |
| 30                                        | La battaglia dei cavalieri 「騎士たちの戦い」 - Kishi-tachi no tatakai | 16 novembre 2019  | 23 novembre 2019  |
| 30                                        | La guerra tra il mondo delle tenebre e il mondo umano ha inizio. Gli uomini sono in forte svantaggio numerico ma riescono a combattere bene grazie a delle ottime strategie. Deusolbert riesce, con il suo arco, a respingere gran parte dei goblin sul fianco destro, riuscendo a sconfiggere il loro capo. Fanatio viene messa in serie difficoltà da Sigrosig, il capo dei giganti, il quale, non riuscendo ad accettare il fatto di essere terrorizzato da un semplice essere umano, si guasta (come successe per Raios) e con una forte Incarnazione blocca la donna. Dakira, una sua sottoposta e membro delle "Quattro Lame Rotanti", riesce a proteggerla sacrificandosi. Nel battaglione di Eldrie dei goblin scagliano delle bombe per offuscare l'aria e attraversare l'esercito inosservati. Subito si cerca di avvertire la truppa indietro, ma il suo comandante, Renly, è stato colto da un attacco di codardia e si è rifugiato nell'accampamento. Alice continua a sorvegliare il campo di battaglia in groppa al suo drago, e prepara un incantesimo sferico. |                   |                   |
| 31                                        | Il marchio del disertore 「失格者の烙印」 - Shikkaku-sha no rakuin | 23 novembre 2019  | 30 novembre 2019  |
| 31                                        | Renly viene scoperto da Tiese e Ronye mentre cercano di nascondere Kirito da un goblin. Renly, accorgendosi della volontà di combattere di Kirito, ritorna in sé e uccide il goblin per difendere le ragazze. Dopo aver eliminato tutti gli altri nemici arrivati fino all'accampamento, il cavaliere Renly Synthesis Twenty-Seven torna sul campo di battaglia e sconfigge il capo dei goblin di montagna Kosogi. Dal regno delle tenebre vengono inviati 800 minion, ma tutti periscono per mano della spada taglia-tempo di Bercouli, in stato di controllo totale. Alice, dall'alto, vede che gli uomini e i mostri, una volta morti, sprigionano la stessa energia, e questo la porta a pensare che entrambi possiedano lo stesso tipo di anima. Intanto però è costretta a uccidere un'intera truppa di streghe e di Ogre con un incantesimo pirofilo. |                   |                   |
| 32                                        | Il sangue e la vita 「血と命」 - Chi to inochi | 30 novembre 2019  | 7 dicembre 2019   |
| 32                                        | Dopo l'incantesimo di Alice, l'intero canyon perde tutta l'energia oscura che si era formata dall'uccisione delle persone, e così c'è bisogno di nuove uccisioni per ripermeare l'aria di malignità e potenziare i successivi attacchi degli eserciti delle tenebre. Alice scopre di corrispondere alla definizione di "sacerdotessa di luce", l'obiettivo dell'imperatore Vector, e decide di andare in avanscoperta per attirare su di sé l'attenzione dell'esercito nemico, ma Bercouli le assegna una scorta composta da un decimo dell'esercito. Alice ricorda a Gabriel Alicia, la sua prima vittima, e decide di impossessarsi della fluctlight della ragazza per "assaporarla". A seguito della decisione di Vector, 3000 orchi dell'esercito del Dark Territory vengono sacrificati per potenziare l'aria permettendo alle restanti streghe di scagliare un incantesimo contro i cavalieri. Eldrie si sacrifica per Alice, rivelando che il suo forte attaccamento per la giovane era dovuto al fatto che lei gli ricordava la madre dimenticata dopo il rituale Synthesize, diventando l'unica vittima e lei lo vendica furiosamente. |                   |                   |
| 33                                        | La spada e i pugni 「剣と拳」 - Ken to ken | 7 dicembre 2019   | 14 dicembre 2019  |
| 33                                        | Il Cavaliere d'Integrità Scheta si scontra con un gruppo di pugilisti, soldati nemici dal corpo molto resistente. L'istinto omicida di Scheta è incontrollabile, nonostante il suo aspetto tranquillo, e con la sua spada ricevuta da Quinella può tagliare tutto. Dopo aver ucciso molti soldati nemici, il loro capo Iskahn la mette in difficoltà fino al punto in cui Scheta è costretta a ritirarsi. Nel frattempo Vassago, il socio di Vector, vuole andare all'assalto all'accampamento dell'esercito di Centoria ma Ronye lo scopre e chiama tutti quanti. Proprio in quel momento appare in cielo Asuna nei panni della dea Stacia, che fa precipitare sottoterra Vassago, che la riconosce come la "Saetta" di SAO, e i suoi seguaci. |                   |                   |
| 34                                        | La dea della creazione Stacia 「創世神ステイシア」 - Sōsei shin Suteishia | 14 dicembre 2019  | 21 dicembre 2019  |
| 34                                        | L'abilità che ha usato Asuna si chiama "controllo geografico illimitato", ma deve usarlo molto di rado perché il grosso flusso di dati che procura può danneggiare la sua Fluctlight. Venuta a sapere da Ronye e Tiese dove si trova Kirito va subito a vederlo. Quando il ragazzo si accorge di lei cerca disperatamente e in lacrime di dire il suo nome ma appena lui inizia a piangere Asuna lo abbraccia rassicurandolo. Quando Asuna esce dal carro Alice credendola una nemica inizia un duello con lei finché non arriva Bercouli a fermarle. In una riunione con i comandanti dell'esercito, Asuna racconta la situazione in cui si trovano e il ruolo di Alice; si offre di aiutarli nella loro guerra contro Vector e inoltre propone ad Alice di approdare nel mondo esterno per proteggere sia lei che Underworld. Inaspettatamente, Asuna scopre che il codice di blocco 871 imposto dalla Chiesa Assiomatica ai suoi cavalieri si tratta di una barriera programmata dalla Rath, o meglio da una talpa. Quella notte Alice, Asuna e altre ragazze che hanno vissuto con Kirito condividono tra loro le proprie esperienze. |                   |                   |
| Part 6: Alicization Awakening (7 episodi) | |                   |                   |
| 35                                        | Una scelta crudele 「非情の選択」 - Hijō no sentaku | 21 dicembre 2019  | 28 dicembre 2019  |
| 35                                        | Critter rallenta il tempo di Underworld pareggiandolo a quello del mondo reale per poter far loggare dei giocatori americani da unire all'esercito oscuro, tramite connessione satellitare. Yui avverte Shino e Suguha che Kirito ha bisogno di aiuto, le due ragazze fanno telefonare alla Rath che il loro mondo sta per essere preso d'assalto e su Alfheim Online parlano a tutti gli amici della vicenda. Per salvare Alice e Underworld c'è bisogno di moltissimi giocatori per aiutare l'esercito del mondo umano ma per ragioni di tempistica non è possibile. Infatti Yui crede che si possano convertire degli account ALO di The Seed in Underworld. Però ci sono tre rischi: non si può uscire da Underworld finché non si muore, non esiste un assorbimento del dolore e in caso di morte l'account potrebbe andare perduto; tutte queste cose derivano dal fatto che gli sviluppatori della Rath non hanno il pieno controllo su Underworld. Nonostante questo, Lisbeth riesce a convincere con un discorso una buona parte dei giocatori di ALO. |                   |                   |
| 36                                        | Un raggio di speranza 「一筋の光」 - Hitosuji no hikari | 28 dicembre 2019  | 4 gennaio 2020    |
| 36                                        | Le armate rosse, ossia i giocatori americani, attaccano anche l'esercito del Dark Territory e Asuna rallenta la loro avanzata aggiungendo delle montagne. Iskahn per enorme dolore provocato dal limite 871 si strappa l'occhio destro e salta il crepaccio proponendo ad Asuna un patto: se lei creerà dei ponti sul canyon per far passare i pugilisti, loro aiuteranno l'esercito del mondo umano contro le armate rosse. Vector con il suo drago rapisce Alice e la stordisce, poi si dirige verso sud dove si trova la console per uscire da Underworld. Asuna e l'esercito umano lo inseguono con Bercouli che li precede e i pugilisti, insieme a Scheta, che decide di fermarsi, fanno da scudo per le armate rosse. Quando Vassago si risveglia, si prepara subito per rientrare nel mondo con un suo account speciale per divertirsi con Asuna e Kirito, ma prima vengono introdotti altri giocatori americani proprio sul punto in cui si trova l'esercito umano. Tutti quei giocatori però vengono sconfitti subito da delle frecce scagliate da Sinon entrata in Underworld con l'account della dea Solus. |                   |                   |
| 36.5                                      | Reminiscence 「レミニセンス」 - Reminisensu | 4 luglio 2020     | 11 luglio 2020    |
| 36.5                                      | Episodio riassuntivo della prima parte di War of Underworld, narrato da Alice e Asuna. |                   |                   |
| 37                                        | La grande guerra di Underworld 「アンダーワールド大戦」 - Andāwārudo taisen | 11 luglio 2020    | 18 luglio 2020    |
| 37                                        | Solus, il super-account con cui è entrata Sinon, è in grado di volare, perciò Asuna le chiede di aiutare Alice. Leafa entra in Underworld vicino a Lilpilin, l'orco che aveva perso in guerra la sua compagna Ren. Lilpilin non si fida di Leafa, che però lo tratta come una persona, e la fa prigioniera, ma quando arriva Dee Eye Ell per torturarla, Lilpilin, oltrepassando il limite del sistema, difende Leafa, che dopo essersi liberata uccide la strega. Bercouli ammazza il drago di Vector con la spada Taglia-tempo, e giunge a un duello terreno con lui. Tuttavia, l'abilità di Gabriel unite a quelle del super-account dell'imperatore di assorbire le Incarnazioni altrui lo mette in seria difficoltà. Asuna, che sta combattendo le armate rosse, vede apparire dal cielo dei rinforzi alleati. |                   |                   |
| 38                                        | Il limite dell'infinito 「無限の果て」 - Mugen no hate | 18 luglio 2020    | 25 luglio 2020    |
| 38                                        | I rinforzi si rivelano essere Klein, Agil, Silica e Lisbeth, che, insieme a molti altri giocatori di ALO, arrivano in soccorso di Asuna ed i suoi uomini aiutandoli a respingere i nemici. Nel frattempo, nel mondo reale Higa nota due sussulti nella fluctlight di Kirito e capisce che la connessione con delle persone care potrebbe consentirgli di ripararla. Tuttavia, per fare ciò gli serve la sala di controllo principale attualmente occupata dai nemici. Per cui gli altri decidono di organizzare un diversivo con uno dei robot radiocomandati della struttura per aiutarlo. Intanto, Bercouli continua a combattere contro Vector ma viene ferito a morte. Mentre sta per essere ucciso però, grazie al sacrificio del suo drago Hoshigami, riesce ad avere un'occasione per attaccare e uccidere l'imperatore usando le sue ultime forze. Alice così si risveglia trovando il corpo del suo mentore e piangendo su di esso. Lo spirito di quest'ultimo la saluta prima di volare via con il suo drago e lo spirito di Quinella. Non prima di aver rivolto un ultimo addio a Fanatio ed al loro figlio non ancora nato. Sloggato da UW, Miller chiede a Critter di convertire il suo account personale di GGO per rimandarlo di nuovo dentro. |                   |                   |
| 39                                        | Tumulto 「扇動」 - Sendō | 25 luglio 2020    | 1º agosto 2020    |
| 39                                        | Scheta scopre di essere innamorata di Iskahn, e quest'ultimo, che sta per morire, vuole continuare a combattere fino alla fine con lei. Sinon trova Alice triste per la morte di Bercouli e arrabbiata per l'imparità della battaglia che ha combattuto (infatti Gabriel non è morto nel mondo reale) e le spiega l'importanza del suo arrivo all'altare; Alice si convince a partire e Sinon aspetta sul posto il nuovo arrivo di Miller, che stavolta usa il suo account personale, Subtilizer, che la ragazza aveva già conosciuto in GGO. Anche Casals usa il suo account personale per tornare in Underworld, ovvero PoH, il capo dei Laughing Coffin, e assieme a lui entrano altre armate rosse, ma due di essi sospettano di non essere dalla parte giusta. Higa arriva a connettersi correttamente con i circuiti della STL principale ma Yanai, un tecnico che lo ha seguito per aiutarlo, gli punta una pistola in faccia. |                   |                   |
| 40                                        | Codice 871 「コード８７１」 - Kōdo 871 | 1º agosto 2020    | 4 settembre 2020  |
| 40                                        | Subtilizer cerca di rubare l'anima di Sinon, ma fallisce per via dell'elettrodo di Kirito che la ragazza aveva conservato. Questo avviene per via della credenza di Shino: inconsciamente lei era convinta di avere l'oggetto addosso tanto da riscrivere il main visualizer e farlo comparire davvero (la stessa cosa era avvenuta all'accademia di scherma con i fiori di Zephiria che non riuscivano a crescere perché l'inconscio collettivo delle persone credeva che quei fiori non potessero fiorire, rendendo la cosa reale). Sempre usando la sua immaginazione (Incarnazione) Sinon trasforma l'arco di Solus nel suo fucile di GGO Hecate II e inizia a combattere con Subtilizer. Nel campo di battaglia, Sakuya viene ferita cercando di salvare Rue,mentre Leafa e Lilpilin aiutano l'armata di pugilisti. Higa fa scoprire ai suoi colleghi che Yanai è malvagio, infatti è un infiltrato nella Rath che ha venduto in America informazioni sul progetto Alicization ed è il responsabile del limite dal codice 871, inoltre è stato corrotto da Administrator e ora vuole vendicare la sua morte impedendo a Higa di salvare Kirito. Siune cerca di convincere i giocatori americani di essere stati ingannati, ma solo due di loro, Moonphase e Mei Xiang, le credono. PoH continua a istigare odio negli americani, fa deporre le armi ai suoi nemici e rivela ad Asuna che tradì la sua gilda, i Laughing Coffin, per far commettere degli omicidi ai soldati della prima linea e in particolare a Kirito.                                                       |                   |                   |
| 41                                        | Il figlio del demonio 「悪魔の子」 - Akuma no ko | 8 agosto 2020     | 8 settembre 2020  |
| 41                                        | PoH è l'acronimo di Prince of Hell, ovvero figlio del demonio; lui vuole vendicarsi con i giapponesi perché sette anni prima del debutto di Sword Art Online è stato costretto a donare un rene al suo fratellastro di quella nazionalità. Mentre PoH sta per uccidere Kirito, entrano in Underworld Eiji e Yuna. Eiji salva Kirito e Yuna, con una canzone, convince tutti i giocatori americani a schierarsi con loro. Nautilus e Yuna escono dal server e PoH ordina alle armate rosse di uccidersi fra di loro. Dopo molte pallottole scambiate tra Sinon e Subtilizer, la ragazza usa un colpo speciale, Annihilate Ray, per ucciderlo, ma il suo nemico riesce a resistergli perdendo il braccio destro. Nel mentre, Leafa continua a proteggere pugilisti ed orchi usando il potere rigenerativo infinito del suo account per curarsi. Rinko, con un intervento improvviso dall'alto, fa cadere Yanai nel vuoto e Higa può portare a termine il salvataggio della Fluctlight di Kazuto. |                   |                   |
| Part 7: Alicization Lasting (6 episodi)   | |                   |                   |
| 42                                        | Ricordi 「記憶」 - Kioku | 15 agosto 2020    | 11 settembre 2020 |
| 42                                        | Kirito si ritrova perso in un mondo onirico in cui rivive i ricordi più traumatici e dolorosi della sua vita. Sopraffatto dai sensi di colpa e dal dolore, pensa che per gli altri sarebbe stato meglio se fosse morto. Nemmeno l'apparizione dei ricordi di Asuna, Sinon e Suguha riesce a dissuaderlo e comincia a squarciarsi il petto per schiacciare il suo cuore. Ad un passo dal suicidio arriva all'improvviso lo spirito di Eugeo, rimasto all'interno della Spada della Rosa blu, che lo convince a perdonarsi e a tornare a combattere. Intanto, Asuna riesce a rialzarsi ed inizia ad affrontare PoH. Viene però messa alle strette dal potere della sua arma di assorbire l'energia vitale dei giocatori uccisi. Quando sta per essere sconfitta però, lo spirito di Yuuki le dà la forza per continuare a combattere e riesce a ferire gravemente Vassago riproducendo, grazie all'Incarnazione, il Mother's Rosario. L'arma di questi però assorbe ancora più energia e lo rianima aizzando una grossa parte dei giocatori sino-coreani contro gli abitanti di Underworld ed i giocatori di ALO. Quando la situazione sembra precipitare, Kirito si risveglia finalmente. Usando l'arte di controllo totale dell'arma della spada di Eugeo immobilizza tutti i giocatori nemici e si appresta ad affrontare PoH. |                   |                   |
| 43                                        | Risveglio 「覚醒」 - Kakusei | 22 agosto 2020    | 15 settembre 2020 |
| 43                                        | Kirito inizia il duello con PoH con la sua spada e, mentre sta per perdere, i ricordi di Eugeo lo aiutano a rialzarsi. La Spada della Rosa Blu si ricrea e fa uscire da Underworld tutti i giocatori stranieri senza ucciderli. Kirito, trasformatosi nuovamente nello Spadaccino Nero, assorbe l'energia vitale di questi giocatori con la spada del Cielo Notturno (che poi rilascerà per curare i suoi amici) e arriva sul punto di uccidere PoH, ma non vuole che così facendo lui esca da Underworld immune come sempre, perciò lo ingloba in un nuovo albero demoniaco, generato dalla sua spada. Mentre Kirito e Asuna volano a salvare Alice, Kikuoka contatta Kirito per comunicargli che i nemici hanno attivato l'accelerazione assoluta, che inizierà dopo 10 minuti, e loro devono uscire attraverso la console di sistema entro quel tempo, altrimenti la loro anima morirebbe in Underworld. Kirito vuole ugualmente portare fuori anche Alice, e appena la raggiunge, si ritrova faccia a faccia con Subtilizer. |                   |                   |
| 44                                        | La spada del cielo notturno 「夜空の剣」 - Yozora no ken | 29 agosto 2020    | 18 settembre 2020 |
| 44                                        | Asuna costruisce una scalinata verso l'altare al confine e corre con Alice verso esso. Kirito perde le gambe nello scontro con Miller ma, mentre sta per essere sconfitto, utilizza entrambe le tecniche di controllo totale delle due spade che congelano Gabriel, trasformatosi in Angelo della morte grazie alla sua Incarnazione, e fanno apparire nel cielo di Underworld una notte stellata che assorbe le Incarnazioni collettive degli abitanti per lui donandogli nuova forza. I sentimenti più profondi vengono rivolti a lui da Alice e Asuna, e la Spada della Rosa Blu viene impugnata dal ricordo di Eugeo. A quel punto, mentre Miller viene distrutto definitivamente, viene avviata l'accelerazione assoluta, e tutti i giocatori che hanno eseguito l'accesso vengono scollegati, ritornando alle loro vite reali. Kirito non ha fatto in tempo a uscire, perciò si prospetta di trascorrere altri 200 anni virtuali da solo in Underworld, ma all'altare ritrova Asuna. |                   |                   |
| 45                                        | Oltre il tempo 「時の彼方」 - Toki no kanata | 5 settembre 2020  | 22 settembre 2020 |
| 45                                        | Asuna effettua l'espulsione della Fluctlight di Alice e comunica a Rinko che resterà con Kirito in Underworld. L'accelerazione massima viene avviata e ogni minuto del tempo reale corrisponde a 10 anni in Underworld; Higa deve disconnetterli al più presto, e si fa accompagnare alla console da Kikuoka, che risponde con successo al fuoco dei nemici. Questi ultimi si preparano alla ritirata, ma non prima di aver piazzato una bomba nella sala del motore. Nakanishi si offre volontario per disinnescarla, ma il robot Niemom, con la Fluctlight di Akihiko Kayaba, lo precede e si sacrifica per salvare la Ocean Turtle; tuttavia scompare nel nulla subito dopo. I militari, dopo essersi accorti che l'esplosione non è avvenuta, scoprono di aver lasciato indietro Vassago, ancora nell'STL. |                   |                   |
| 46                                        | Alice 「アリス」 - Arisu | 12 settembre 2020 | 25 settembre 2020 |
| 46                                        | Rinko organizza una conferenza stampa per presentare Alice, la prima IA autonoma, la cui Fluctlight è stata impiantata in un androide; nel mentre, Higa continua a sorvegliare Kirito e Asuna sulla Ocean Turtle assieme a Kikuoka, il quale è stato ufficialmente dichiarato morto al fine di coprire l'incidente. Durante l'intervista, Alice sente che Kirito si sta risvegliando e lascia la conferenza stampa per andare ad incontrarlo. Una volta sveglio, Kirito racconta ad Alice che Selka è in uno stato di deep freeze nella Central Cathedral, in attesa del ritorno della sorella, dopodiché chiede ad Higa di rimuovere tutti i ricordi - suoi e di Asuna - degli ultimi 200 anni, affermando che il loro ruolo come regnanti è terminato. Successivamente, Kikuoka si reca presso l'ospedale dove Kirito è convalescente per informarlo che ha un piano per evitare che il governo prenda il possesso di Underworld. Si scopre poi che prima di cancellare i ricordi dei 200 anni in Underworld di Kirito, Higa ha fatto di nascosto una copia della Fluctlight, la quale, una volta attivata, gli chiede una mano per contattare Kayaba al fine di proteggere Underworld. Una volta a casa, Kirito piange la morte di Eugeo, pertanto, per confortarlo, Suguha gli chiede di raccontargli tutta la storia che ha vissuto in Underworld. Nel mentre, Alice inizia a non sentirsi a proprio agio. |                   |                   |
| 47                                        | New World 「ニューワールド」 - Nyū Wārudo | 19 settembre 2020 | 30 settembre 2020 |
| 47                                        | Alice si fa spedire in un pacco a casa di Kazuto, e ottiene il permesso di restare da lui. Quella sera, Kazuto chiede scusa ai suoi genitori per averli fatti preoccupare e annuncia loro di aver cambiato i propri piani per il futuro: finito il liceo si iscriverà ad Ingegneria Elettronica e andrà a lavorare alla Rath. A notte fonda, Alice riceve una mail anonima contenente un elenco di quattro stanze della Central Cathedral, i cui numeri di piani corrispondenti (52, 68, 96 e 58), messi in sequenza, formano un indirizzo IP con cui poter raggiungere nuovamente Underworld. Kazuto, Asuna e Alice tornano all'Ocean Turtle e la professoressa Rinko li aiuta a rientrare in Underworld con gli STL. Sono passati 200 anni e quello che Kirito, Asuna e Alice si trovano davanti è un universo completamente nuovo in cui gli abitanti del mondo umano hanno iniziato a combattere contro le Bestie Spaziali all'interno di astronavi. Le prime persone che i tre protagonisti incontrano sono i Piloti Integratori Laura e Sti, le quali, pronipoti di Ronie e Tiese, riconoscono i tre eroi mentre le aiutano a sconfiggere la bestia. In fondo all'Oceano Pacifico, Niemom si aggrappa ad un cavo elettrico e trasferisce i suoi dati in un nuovo Lightcube. |                   |                   |